# Bull Connor

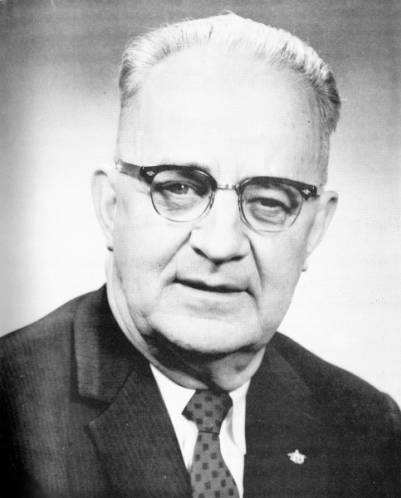
Bull Connor (1960)

Theophilus Eugene „Bull“ Connor (* 11. Juli 1897 in Selma, Alabama; † 10. März 1973 in Birmingham, Alabama) war ein US-amerikanischer Politiker und Verwaltungsbeamter. Bekannt wurde er hauptsächlich durch seine strikte Durchsetzung der Rassentrennung und sein gewaltsames Vorgehen gegen friedliche Demonstranten der Bürgerrechtsbewegung in den frühen 1960er Jahren in Birmingham (Alabama).

## Leben
Connor arbeitete zunächst als Telegrafist, Verkäufer und Rundfunksprecher. Von 1935 bis 1937 war er für die Demokratische Partei Abgeordneter im Repräsentantenhaus von Alabama. Von 1937 bis 1953 bekleidete er das Amt des Commissioner of Public Safety in Birmingham, ein hohes städtisches Verwaltungsamt auf der Ebene direkt unterhalb des Bürgermeisters. Somit verfügte er über die Leitungsgewalt unter anderem über Polizei, Feuerwehr, Schul- und Gesundheitswesen. 1953 verzichtete Connor wegen seiner Verstrickung in einen Korruptionsskandal und einer angeblichen außerehelichen Affäre auf eine erneute Kandidatur, kehrte jedoch 1957 ins Amt zurück. Er war Delegierter bei insgesamt fünf Democratic National Conventions (1948, 1956, 1960, 1964, 1968). Bei der Convention von 1948 gehörte er zu denjenigen Delegierten aus den Südstaaten, die aus Protest gegen die integrative Rassenpolitik von Präsident Harry S. Truman die Versammlung verließen und die Dixiecrats gründeten. 1950, 1954 und 1962 bewarb sich Connor erfolglos um eine Kandidatur als Gouverneur von Alabama.
Obgleich selbst nicht Mitglied des Ku-Klux-Klans, deckte Bull Connor als Polizeichef von Birmingham Gewaltaktionen des Klans. 1961 verhinderte er ein Eingreifen der Polizei, als Klanmitglieder an einer Bushaltestelle eine Gruppe von Bürgerrechtlern zusammenschlugen. Die städtischen Parks ließ er schließen, weil hier seiner Ansicht nach eine strenge Rassentrennung der Parkbesucher nicht ausreichend durchgeführt werden konnte. Durch solche Aktionen und das schlechte Image der Stadt in den Medien als Herd von Rassenkonflikten verlor Connor den Rückhalt auch bei einem Großteil der weißen Bewohner. 1962 gaben sich die Bürger in einer Volksabstimmung eine neue Stadtverfassung. Demnach sollten die Ämter der insgesamt drei Commissioners abgeschafft und durch ein neunköpfiges City Council ersetzt werden. Am 2. April 1963 kandidierte Connor für das Amt des Bürgermeisters, unterlag jedoch gegen Albert Boutwell. Anfang Mai ließ er gegen friedliche Demonstranten der Bürgerrechtsbewegung mit brutaler Gewalt vorgehen und etwa 1000 Personen inhaftieren, darunter Martin Luther King. Am 23. Mai schließlich musste Connor sein abgeschafftes Amt verlassen.
Von 1964 bis zu seinem Tod war Bull Connor Vorsitzender der für die öffentliche Versorgung im Bundesstaat zuständigen Alabama Public Service Commission. Im Alter von 75 Jahren starb er an den Folgen eines Schlaganfalls.

## Trivia
John F. Kennedy sagte über Bull Connor:

“The civil rights movement should thank God for Bull Connor. He's helped it as much as Abraham Lincoln.”

„Die Bürgerrechtsbewegung sollte Gott für Bull Connor danken. Er hat ihr ebenso sehr geholfen wie Abraham Lincoln.“